# Hans G. Trüper
Hans Georg Trüper (* 16. März 1936 in Aumund, jetzt Bremen-Aumund; † 9. März 2016 in Bonn) war ein deutscher Mikrobiologe und Historiker.

## Leben
Hans Georg Trüper war der Sohn von Helga A. Trüper, geborene Harms, und des Bauingenieurs Johannes D. Trüper. Im Jahr 1955 machte Trüper sein Abitur am Gerhard-Rohlfs-Gymnasium in Vegesack.
Trüper studierte in Marburg und Göttingen. 1964 wurde er an der Universität Göttingen mit einer Arbeit über CO2-Fixierung und Intermediärstoffwechsel bei Chromatium okenii Perty zum Dr. rer. nat. promoviert. Von 1966 bis 1968 arbeitete er als wissenschaftlicher Assistent an der Woods Hole Oceanographic Institution in den USA. Im Jahr 1971 habilitierte er sich in Göttingen mit einer Arbeit über Adenylylsulfat-Reduktase in phototrophen Bakterien. Er übernahm 1972 den Lehrstuhl für Mikrobiologie an der Universität Bonn und begründete das dortige Institut für Mikrobiologie und Biotechnologie. 1976/1977 war er Dekan. Im März 2001 wurde er emeritiert. Er war Mitglied zahlreicher nationaler und internationaler Fachgesellschaften und ist Verfasser von mehr als 200 originären Publikationen. 1987 wurde er zum korrespondierenden Mitglied der Göttinger Akademie der Wissenschaften in der mathematisch-physikalischen Klasse gewählt. Am 22. Oktober 2002 verlieh ihm der Fachbereich für Biologie und Chemie der Universität Bremen für seine Verdienste die Ehrendoktorwürde.
Neben seiner Tätigkeit als Mikrobiologe beschäftigte sich Trüper intensiv mit der Regionalgeschichte des Elbe-Weser-Dreiecks. Er war evangelisch, studierte nebenberuflich Geschichte unter anderem bei Bernd Ulrich Hucker in Vechta und wurde hier 1998 mit einer Arbeit über Die Ministerialität des Erzstifts Bremen zum Dr. phil. promoviert.
Er war seit 1962 verheiratet mit Erika Trüper geborene Bengs, hatte zwei Kinder (Jan und Keno) und starb am 9. März 2016 in Bonn, wo er auch gewohnt hat.

## Auszeichnungen
- Bergey-Medaille 1999

## Veröffentlichungen

### Mikrobiologie (Auswahl)
- The Prokaryotes. A Handbook on the Biology of Bacteria: Ecophysiology, Isolation, Identification, Applications. (Mitherausgeber). Springer, Berlin 1992, ISBN 3-540-97258-7.
- How to name a prokaryote? Etymological considerations, proposals and practical advice in prokaryote nomenclature. FEMS Microbiology reviews 23 (1999), S. 231–249.

### Regionalgeschichte
- Die Ministerialität des Erzstifts Bremen. Ein Beitrag zur Sozial- und Verfassungsgeschichte des Niederadels. Dissertation. Vechta 1998.
- Ritter und Knappen zwischen Weser und Elbe. Die Ministerialität des Erzstifts Bremen. 2. stark erweiterte Auflage, Stade 2015, ISBN 978-3-931879-61-7.
- Urkundenbuch der Herren von Zesterfleth 1232-1677 (posthum) Göttingen 2017, ISBN 978-3-8353-3142-6.
- Bernd Ulrich Hucker / Hans Georg Trüper: Die Herren von Bederkesa (1059-1504), Geschichte und Regesten einer Adelsfamilie im Erzstift Bremen, 2. verbesserte Aufl. Hrsg.: Axel Behne (= Sonderveröffentlichungen des Heimatbunds der Männer vom Morgenstern, Neue Reihe. Nr. 57). Eigenverlag, Bremerhaven 2025, ISBN 978-3-931771-02-7.